# Marija Wassiljewna Semjonowa

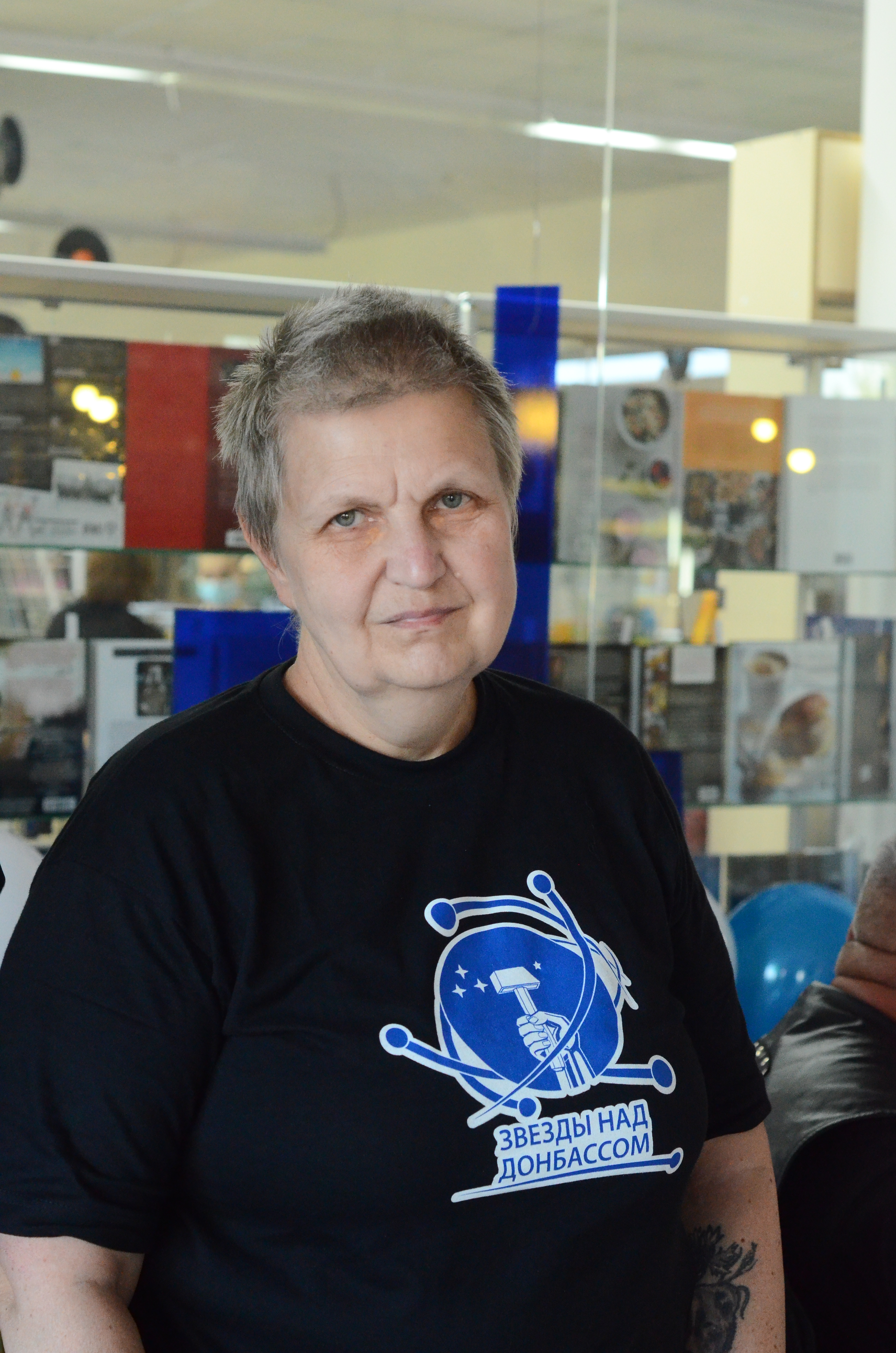
Marija Wassiljewna Semjonowa (2020)

Marija Wassiljewna Semjonowa (russisch Мария Васильевна Семёнова; * 1. November 1958 in Leningrad) ist eine sowjetische bzw. russische Elektroingenieurin, Schriftstellerin und Übersetzerin.

## Leben
Semjonowa, Tochter eines Doktors der technischen Wissenschaften, begeisterte sich als Schülerin für die Normannen und Wikinger und dann auch für die Slawen, mit denen sie zusammentrafen. Nach dem Schulabschluss 1976 begann sie das Studium am Leningrader Institut für Luftfahrtapparatebau. Der Kinderbuchverlag Detskaja Literatura nahm 1980 ihre Erzählung Chromoi Kusnez (Der lahme Schmied) zur Veröffentlichung an. Das Studium schloss sie 1982 als Elektroingenieurin mit Spezialisierung auf Computer ab, worauf sie in einem Forschungsinstitut arbeitete.
Semjonowas erstes Buch Lebedi uletajut (Die Schwäne fliegen fort) erschien 1989. Als der Verlag Lenisdat 1992 ihr zweites Buch Pelko i wolki (Pelko und die Wölfe) herausgab, gab sie die Arbeit im Forschungsinstitut auf und wurde Literaturübersetzerin mit dem Pseudonym Galja Trubizyna im Nord-West-Verlag. Ihre geschichtlichen Werke fanden im Verlag kein Interesse, aber die Zeitschrift Uralski sledopyt (Uraler Pfadfinder) begann mit der Veröffentlichung ihrer Wikinger-Abenteuererzählungen. Im Übrigen übersetzte sie Bücher der Trivialliteratur und insbesondere der Fantasyliteratur, von deren literarischem Wert sie nicht viel hielt.
Semjonowa schrieb nun den Fantasy-Roman Wolkodaw (Der Wolfshund), mit dem sie sich ihre eigene quasi-slawische, -keltische und -germanische Fantasy-Welt erschuf. Um die Kampfszenen glaubhaft zu gestalten, übte sie Aikidō aus. Für die Zauberei-Szenen besuchte sie eine Hellseherschule. Ursprünglich war eine Trilogie geplant, aber dann wurden es ab 1995 sechs Bücher. Auf dem Umschlag der ersten Ausgabe hatte der Verlag ohne Kenntnis Semjonowas „Russischer Conan“ drucken lassen. Nikolai Lebedews Verfilmung des Romans mit Alexander Bucharow in der Hauptrolle und auch die Fernsehserie mit Motiven des Romans befriedigten Semjonowa nicht.
Nach dem Wolkodaw-Erfolg wurden nun auch frühere Werke Semjonowas veröffentlicht. Sowohl die geschichtlichen Werke als auch die Fantasy-Romane werden von Jelena Perechwalskaja sehr geschätzt. Mit Jekaterina Muraschowa verfasste Semjonowa den Roman Uiti wmeste s wetrom (Gehen mit dem Wind).
Semjonowa unterstützte 2022 den russischen Überfall auf die Ukraine.

## Ehrungen, Preise
- Bestes Jugendbuch (1989) für Lebedi uletajut
- Beljajew-Preis (1996) für Wolkodaw
- Aelita-Preis (2005)[3]
- Preis der Literaturnaja gaseta (2013)